# Love and Ka Dance
Albums de Kassav
Lagué mwen
(1980)
Love and Ka Dance est le premier album du groupe antillais Kassav sorti en 1979.

## Pistes
1. Kassav'
2. Fascination
3. Nouvel
4. Love and ka dance

### Musiciens
- Guitare : Jacob Desvarieux
- Basse : Georges Décimus, Pierre-Edouard Décimus
- Batterie/Timbales : Philippe Draï
- Clavier : Robert Benjamin
- Saxophone : Alain Hatot
- Trombone : Christian Guizien
- Trompette : Kako Bessot
- Chœurs : Carole Rowley, Chantal Curtis, Jimmy Mvondo Mvele, Pierre Gouala
- Percussions : Tambours Saint Jean[1] : A. Cazako, A. Merovil, F. Cazako, H. Gustarimac, H. Lami, J. Ceraphe, J. Solino, L. Cazako, L. Gustarimac, R. Hotin, R. Noel

### Équipe technique
- Mixage et arrangement : Jacob Desvarieux
- Producteur : Freddy Marshall
- Photographe : Rudy Jabbour